# Schloss Tiengen
Schloss Tiengen ist eine Höhenburg in der Stadt Waldshut-Tiengen in Baden-Württemberg. Es war der Amtssitz der Landgrafschaft Klettgau. Das Schloss ist in Privatbesitz.

## Lage
Das Schloss Tiengen steht auf einer Anhöhe (Niederterrasse), etwa zehn Meter über der historischen Altstadt, mitten in der heutigen Stadt Tiengen, am Ausgang bzw. Zusammentreffen dreier Täler, einer strategisch günstigen Stelle. Unmittelbar daneben befindet sich die barocke Pfarrkirche Mariä Himmelfahrt.
Das Schloss Tiengen ist ein Komplex von zwei Gebäuden und besteht aus dem alten Turm (Altes Schloss oder auch Kleines Schloss genannt) und dem Neuen Schloss. Das Alte Schloss ist ein Wehr- und Wohnturm des 11. Jahrhunderts der Freiherren von Krenkingen. Dieser wurde zwar in den Kriegsläufen stark ruiniert, jedoch vermutlich ebenso wie die ehemalige Schlosskirche nie völlig zerstört. Johann Ludwig I. von Sulz ließ das Schloss nach den Zerstörungen im Schweizerkrieg neu erbauen.

## Geschichte

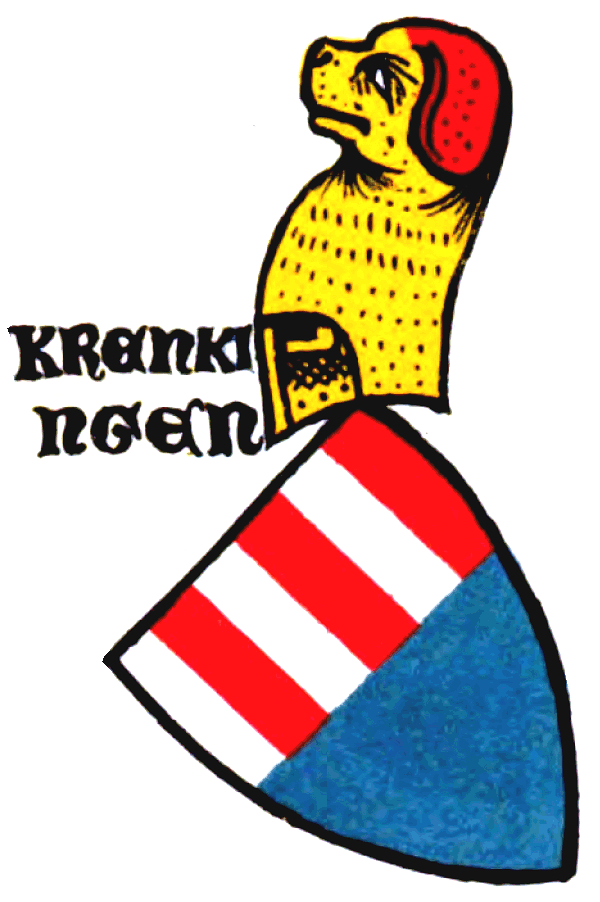
Wappen der Krenkingen, Zürcher Wappenrolle (ca. 1340)

Um 1112 wird erstmals ein Oppidum genannt. Ein Ritter von Tiengen Johannes miles de Toungen ist 1225 erwähnt, er war ein Ministeriale der Herren von Krenkingen, und ein Hermannus de Toungen miles wird 1239 genannt.
1264 wird ein Walterus scultetus de Toingen genannt, die Stadt hatte einen Schultheiss und 6 Räte. 1356 werden rat und die burger gemainlich der statt Tungen erwähnt. Ab 1413 steht über dem Schultheiss und dem Rat ein vom Stadtherr gewählter Vogt. Bis 1426 lag das Gerichtsrecht bei der Stadt. Danach wurde es von Kaiser Sigismund der Stadt Konstanz übergeben. 1331 wird erstmals ein Stadtgericht erwähnt, 1434 wird festgelegt, dass kein Bürger von Tiengen anderen Gerichten unterworfen sei. An Handwerkern werden genannt 1279 ein Schmied, 1286 ein Gerber, 1279 Gastwirt, 1598 eine Schneiderzunft, 1690 eine Zunft der Schuhmacher, 1697 eine Küferzunft.
Tiengen war früh schon Münzstätte. Das Münzrecht wird 1275 erstmals genannt. Am 28. März 1388 verlieh König Wenzel dem edlen Johann von Krenkingen, seinem Diener und Hofrichter, für die geleisteten Dienste das Recht newe guldein Muntze zu schlachen. 1275 werden marcae argenti boni ponderis oppidi in Tuengen genannt. 1279 war ein Hugo monetarius de Tuengen, (Münzmeister), ebenfalls sein Sohn 1285, Hugo filius de Tungen. Bereits 1275 ließen die Krenkinger in Tiengen Brakteaten schlagen, 1407 ist Dietrich von Eschbach als Münzmeister genannt. Nach den Krenkingern prägte man für die Konstanzer Bischöfe, danach ließen noch bis 1680 die Sulzer Münzen in Tiengen schlagen.
1229 wird Tiengen als Marktort genannt (in foro Tuongen), 1243 Civitate Tongen. Heinrich II. von Krenkingen urkundet 1294 in oppdio nostro Tuengen. Der Ausbau zur Marktsiedlung erfolgte durch die Krenkinger. 1262 war Tiengen Lehen des Hochstift Konstanz. Diethelm von Krenkingen (der letzte der altkrenkinger Linie) gab Tiengen dem Bischof Otto III. von Konstanz im Jahr 1413 zurück. 1415 versuchte Reinold von Urslingen mit seinen Söldnern vergeblich Tiengen zu erobern. 1413–1429 waren verschiedene Herren Lehensinhaber, unter anderem die Bischöfe von Basel. 1448 wurde Bilgeri von Heudorf Lehensinhaber. 1451 übergab er die Stadt für die Dauer seines Italienfeldzuges an Ritter Melchior von Blumenegg. 1452 nahm er es wieder zurück. Kaiser Friedrich III., mit dem er in Italien war, bestätigte der Stadt alle bisherigen Privilegien. Bilgeri überfiel 1467 im Hegau den Bürgermeister von Schaffhausen. Daraus entstand der ältere Schweizerkrieg. In dessen Verlauf überfielen Kriegsknechte aus Luzern, Zürich und Schaffhausen den Sitz des Bilgeri in Tiengen. Danach (1468) kam Tiengen an Schaffhausen. Nach dem Tod Bilgeris 1476 kam Tiengen wieder an das Hochstift Konstanz. Aufgrund des Niedergangs der männlichen Stammlinie der Krenkinger waren die Grafen von Habsburg-Laufenburg Inhaber der Grafschaft Klettgau geworden. Durch Heirat der letzten Tochter des Grafen Johann IV. (Ursula) mit dem Grafen von Sulz kam die Landgrafschaft Klettgau 1408 auf dem Erbweg an die Sulzer. Bischof Otto IV. von Konstanz verlieh 1482 für 10 Jahre Burg und Stadt Tiengen an die von Sulz. 1493 wurde die Verpfändung auf unbestimmte Zeit verlängert.

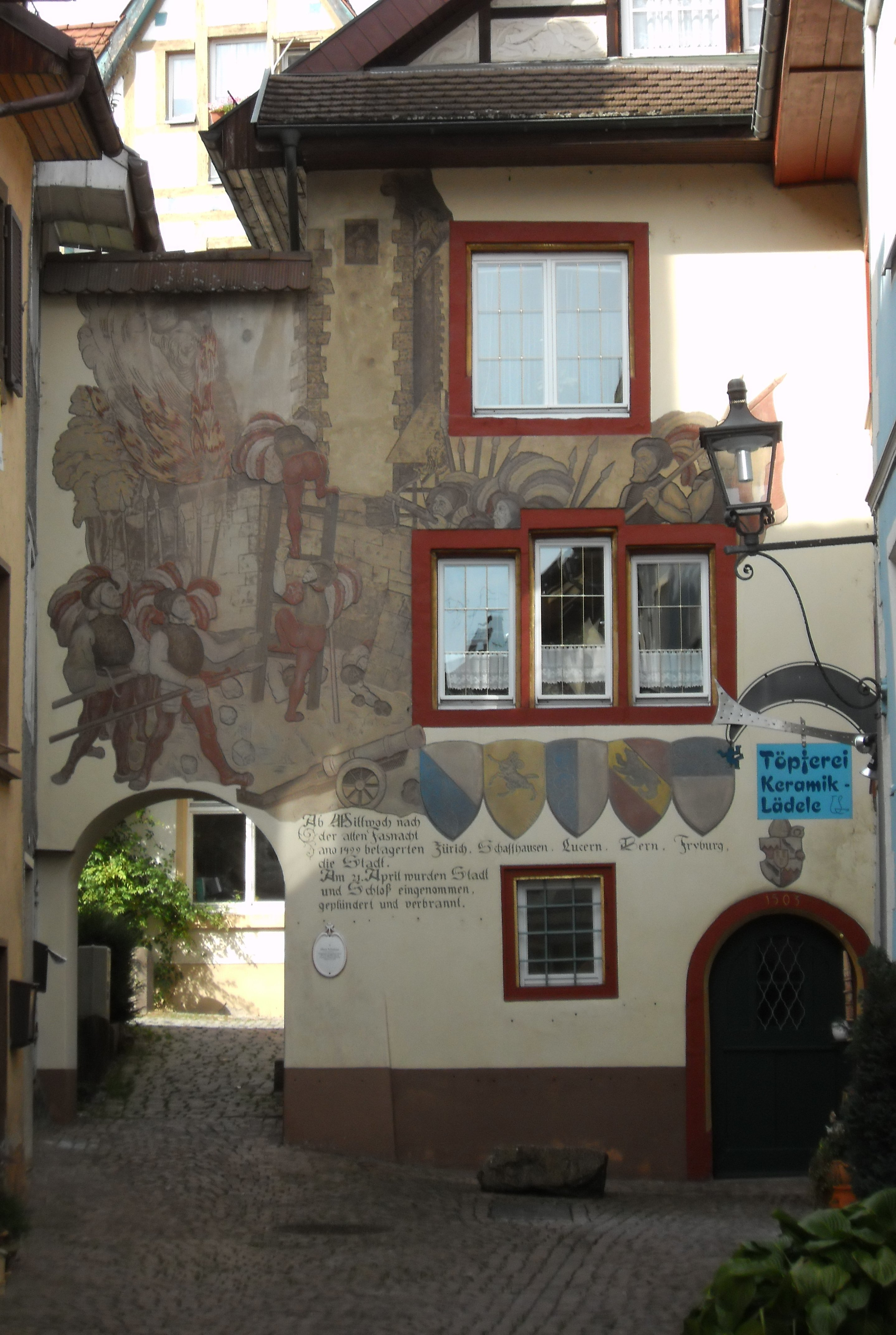
Sgraffito: Die Eidgenossen belagern Tiengen

Im Schwabenkrieg 1499 belagerten 5000 Eidgenossen Tiengen, 1000 Reiter und 100 Kriegsknechte verteidigten die Stadt. Rudolf V. von Sulz und Graf Dietrich von Blumenegg verließen die Stadt, welche sich nach vier Tagen Belagerung am 21. April 1499 ergab, Frauen und Kinder durften die Stadt verlassen, die österreichischen Kriegsknechte durften nur mit Hemd bekleidet, nach geschworener Urfehde, ebenfalls abziehen. Die Adligen wurden nach Lösegeldzahlungen wieder freigelassen, die Stadt geplündert und in Brand gesteckt. Zum Wiederaufbau der Häuser erließ Graf Rudolf von Sulz auf 18 Jahre alle Steuern und Abgaben, danach auf weitere 8 Jahre auf die Hälfte. 1634 waren von 90 Häusern 36 verlassen. 1641 wurde das Schloss verbrannt (Dreißigjähriger Krieg). Karl Ludwig zu Sulz war aufgrund seiner militärischen Laufbahn selten in Tiengen, er hatte Johann Jakob von Beck zum Vogt bestellt, der -- wenn er nicht ebenfalls mit auf Kriegsfahrt war -- den Klettgau verwaltete. Mit Johann Ludwig II. starben 1687 die Landgrafen von Sulz als Stadtherren aus. Maria Anna von Sulz, die älteste Tochter des letzten Grafen von Sulz, heiratete 1674 Ferdinand Wilhelm Eusebius aus dem Adelsgeschlecht Fürst von Schwarzenberg.

## Räume

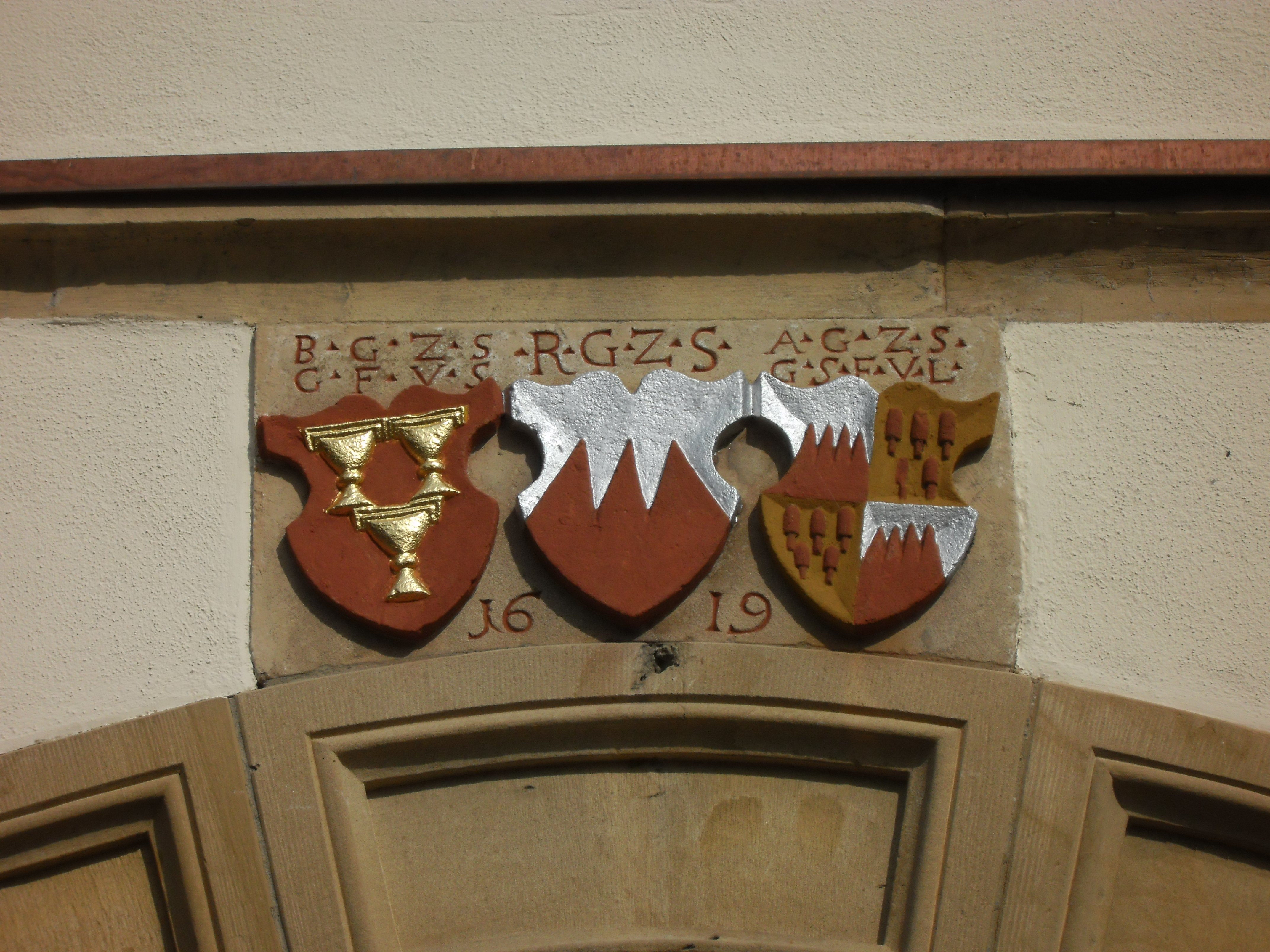
Ehewappen Graf Rudolf IV. von Sulz (Mitte) und der Freifrau Barbara von Staufen (links) und Agatha von Limpurg (rechts), über dem Torbogen am Eingang zum Schloss Tiengen

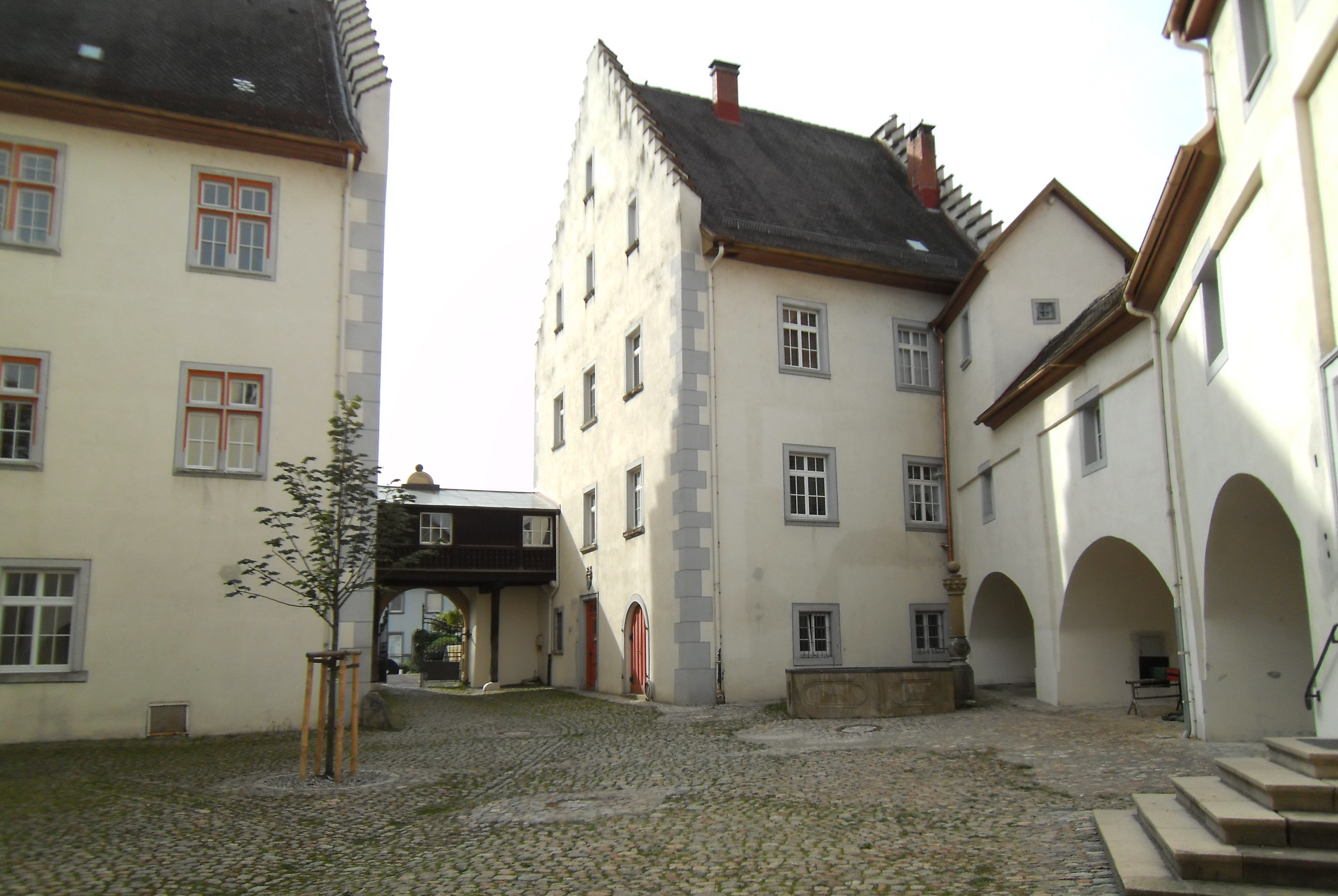
Schlosshof mit Blick zum Tor, rechts der „Alte Bau“ und der Schlossbrunnen von 1735, links das „Neue Schloss“

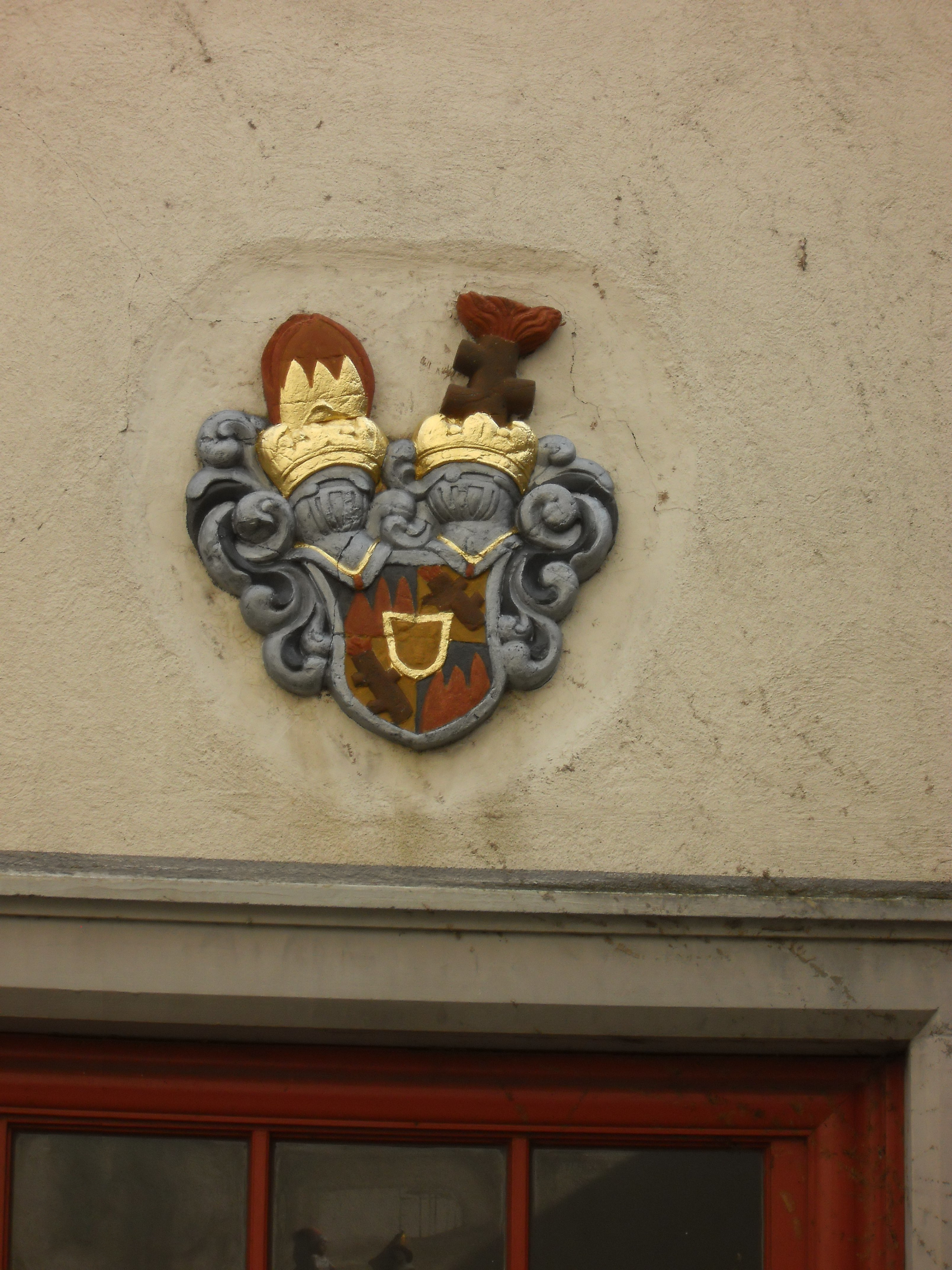
Allianzwappen Brandis-Sulz am „Neuen Schloss Tiengen“

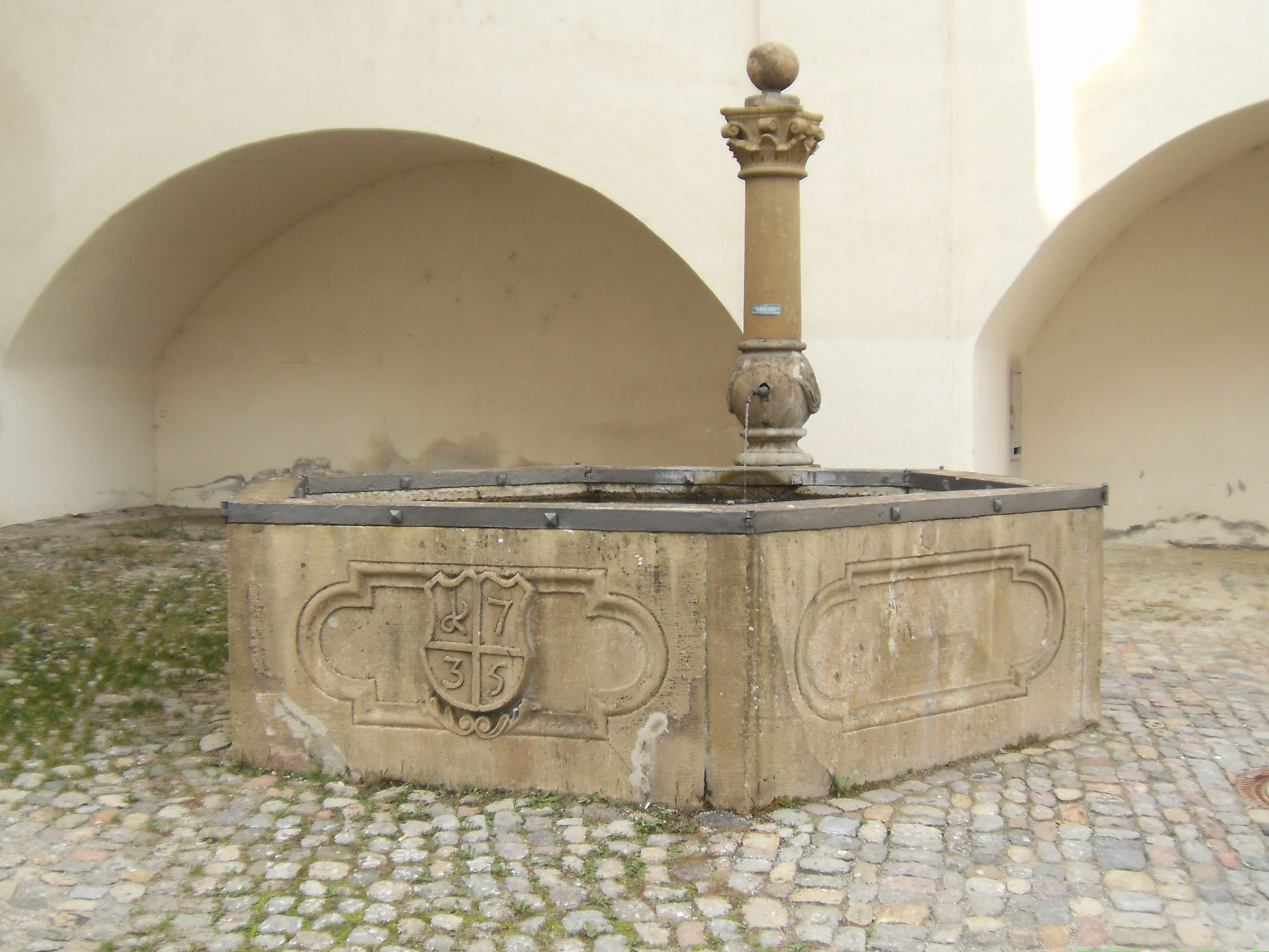
Der Schlossbrunnen im Schlosshof, neu errichtet 1735 in der Regierungszeit von Joseph I. von Schwarzenberg, erneuert 1782–1789 durch Fürst Nepomuk von Schwarzenberg

Im Alten Schloss befinden sich heute die renovierten Räume der Bürger- und Narrenzunft 1503. Diese hat auch den ehemaligen Speicher in eine Kunstgalerie umgebaut. Im Alten Schloss befindet sich auch das Tiengener Heimatmuseum. Ein Zimmer ist den Tiengener Juden gewidmet. 5 Jahrhunderte Jüdisches Leben in Tiengen. Diese Epoche ist in einer Dauerausstellung dort zu sehen. Träger ist die Bürgerzunft 1503 Tiengen e. V. Das Neue Schloss wird erstmals 1575 genannt. Als Erbauer gelten die Brüder Wilhelm und Alwig von Sulz. Wilhelm von Sulz baute auch das Schloss Jestetten aus. 1983 hat man eine Sandsteinplatte gefunden, die folgendes ausweist:
ALS MAN ZALT TAUSENT FÜNF HUNDERT

SIBENZIG AIN JAR

ALEWIG DER WOLGEBORN HERR AIN GRA-

VE ZU SULTZ WAR

lANDGRAF IM CLEGGOW VADUZ SCHELLEN-

BERG UND BLOMENEGK

DES HAY RÖ REICHS ZU ROTWEILL HOF-

RICHTER

RÖ KAY MAI UND FÜRDU ZU ÖSTERREICH

RATH

AM 24. APRILLIS DEN ERSTEN STEIN GELEGT

HAT

OBERSTER HAUPTMAN IM OBERN EDELSAS

UND LANDVOGT

DISEM GESCHLECHT UND STAMEN WOLLE

GOTT

ZU REGIEREN GEBEN GLÜCK UND HAIL

BEY IHME ZU HABEN EWIG THAIL!
Die Fertigstellung der gesamten Anlagen mit Garten zog sich bis 1619 hin. Der Bau des Kaplaneigebäudes erfolgte in zwei Bauabschnitten, wie die 1971 im ehemaligen Rittersaal entdeckten Freskos zeigten. Bei diesen Fresken handelt es sich um prächtige Jagdszenen ganz ähnlich denen im Schloss Vaduz (im Besitz von Sulz von 1511–1611), augenscheinlich vom selben Künstler stammend. Der Innenhof besaß wie heute zwei Zugänge. Das rundbogige Renaissance-Tor wird gekrönt durch drei Wappenschilde, das des Grafen Rudolf VII. von Sulz und seiner zwei Ehefrauen von Staufen und von Limpurg. Über diesem Tor bestand ein Verbindungsgang zwischen den beiden Hauptbauten.
Nachdem das Schloss nach 75 Jahren Bestehen im Dreißigjährigen Krieg abgebrannt war (zwischen 1641 und 1648), wurde es bald darauf wieder komplett neu errichtet. Zum Schloss gehörte ein Waschhaus und ein Wirtschaftshof (Maierhof) mit Marstall und Kellergewölben (an der Stelle des heutigen Pfarrhaus). Vom Regierungsdirektor Thaddäus von Weinzierl (1785–1812) gibt es noch Pläne und ein Verzeichnis über die innere Einteilung des Neuen Schlosses. Es war Kanzlei unter den Schwarzenbergern und Amtssitz der Regierung, die Fürsten von Schwarzenberg selbst regierten allerdings meist von ihren Gütern in Böhmen aus. Das Schloss diente zur Repräsentation.
Nach dem Verkauf von Schloss und Standesherrschaft am 19. Juli 1812 an das Haus Baden wurden die Ahnenbilder in das schwarzenbergische Schloss Frauenberg (Hluboká) und das Archiv der Sulzer nach Wittingau in das dortige Schloss Třeboň gebracht. Das Klettgauarchiv ging mit dem Verkauf an das Badische Landesarchiv (heute Generallandesarchiv Karlsruhe). Bis in das 19. Jahrhundert war hier das Forstamt und die Räume dienten als Wohnungen für die Beamten. Hier wurden Joseph Bader und Heinrich Kaminski geboren.

## Gegenwart
Heute finden auf dem Schlosshof alljährlich die traditionellen Feste Schwyzertag und in der Fasnet das »Narrengericht« statt. Im Gewölbekeller werden Konzerte, Ausstellungen und Vernissagen sowie Lesungen angeboten. 2012 wurde das Schloss vom Land Baden-Württemberg an die beiden Unternehmer Kai Flender und Uwe Gantert verkauft.